# Discographie de Léo Ferré
La discographie de Léo Ferré compte à ce jour cinquante-huit albums officiels : trente-sept albums studio originaux (dont quatre double-albums, un triple et un quadruple), huit albums enregistrés en public (dont deux double-albums et deux triple), enregistrés au cours d'une carrière discographique de quarante-et-un ans, de 1950 à 1991.
Depuis 1993, date de la disparition de l'auteur-compositeur-interprète, la discographie s'est enrichie de parutions posthumes inédites, notamment huit albums studio (ou apparentés) et d'une quinzaine de captations en public (dont trois uniquement en téléchargement) (dernière mise à jour février 2021).

## Discographie

### Super 45 tours (EP)
Ne sont pas indiqués ici les EP tirés des albums originaux. Il s'agit ici de super 45 tours au contenu original, qui n'a été repris dans aucun album du vivant de Ferré. Ils sont désormais souvent inclus dans les éditions CD des albums existants (voir plus haut).

### 45 tours (non exhaustif)
- 1954 : Paris Canaille / Monsieur William (Odeon)
- 1954 : Le Piano du pauvre / L'Homme (Odeon)
- 1960 : Paname (version tronquée) / Jolie Môme (Barclay)
- 1963 : E.P. Love / T'es rock, coco ! (Barclay)
- 1967 : Cette chanson (version tronquée) / Le Lit (Barclay)
- 1968 : Paris Canaille / L'Homme (CBS)
- 1968 : Le Pont Mirabeau / Monsieur mon passé (CBS)
- 1969 : La Nuit / C'est extra (Barclay)
- 1969 : Pépée / L'Idole (Barclay)
- 1969 : Verrà la morte / L'Uomo solo (Barclay)
- 1969 : C'est extra / Madame la misère / La Nuit (Barclay)
- 1969 : Le Chien / Paris, je ne t'aime plus (Barclay 61218 - versions piano, enregistrement public)
- 1970 : La « The Nana » / Le Chien (Barclay)
- 1970 : Jolie Môme / Merde à Vauban (Barclay)
- 1971 : Avec le temps / L'Adieu (Barclay)
- 1971 : La Solitude / La Solitude (orchestral) (Barclay)
- 1971 : La Solitudine / La Solitudine (orchestral) (Barclay)
- 1973 : Je t'aimais bien, tu sais… / Marie (Barclay)
- 1973 : T'Amavo Tanto Sai.. / Alla Scuola Della Poesia (Barclay)
- 1977 : Love (version tronquée) / Io ti do (Love)
- 1977 : La Jalousie / Allende (CBS)
- 1980 : Léo Ferré chante Apollinaire : L'Adieu / Marie (Barclay)
- 1981 : Cecco / Allende (G & G Records)

### 78 tours
Ne sont ici inclus que les 78 tours n'ayant pas fait l'objet d'une publication en album du vivant de Léo Ferré. Il s'agit pour l'essentiel de versions antérieures des chansons enregistrées dans l'album Chansons de Léo Ferré (1954). Elles ont été publiées pour la première fois sur CD en 1998 dans La Vie d'artiste, anthologie regroupant les enregistrements de Ferré pour Le Chant du monde, et en 2000 dans l'album Le Temps des roses rouges (voir plus haut). Les 78 tours publiés par Odeon entre 1953 et 1955 à partir des albums originaux ne sont pas reproduits ici, puisqu'ils ne proposent pas de contenu inédit. À partir de 1955, le support 78 tours est abandonné au profit du 45 tours (4 titres communément appelés alors super 45 tours).
- 1950 : La Chanson du scaphandrier / La Vie d'artiste
- 1950 : Le Bateau espagnol / L'Île Saint-Louis
- 1950 : Monsieur Tout-Blanc / À Saint-Germain-des-Prés
- 1950 : Le Flamenco de Paris / Les Forains
- 1950 : L'Inconnue de Londres / Barbarie
- 1950 : L'Esprit de famille / Le Temps des roses rouges
- 1953 : Martha la mule / Les Grandes Vacances (Odeon)
- 1955 : En amour / Le Fleuve aux amants (Odeon)
- 1955 : Monsieur mon passé / La Chanson triste (Odeon)
- 1955 : L'Âme du rouquin / La Vie (Odeon)

### Compilations
Cette liste est une sélection des compilations les plus notables.